# Багатошаровий причинний аналіз
Багатошаровий причинний аналіз (Causal layered analysis, CLA) — це метод, який використовується в стратегічному плануванні, дослідженнях майбутнього і передбаченні для більш ефективного формування майбутнього. Піонером цієї методики був Сохаїл Інаятулла, пакистансько-австралійський футоролог.

## Теорія
Багатошаровий причинний аналіз працює шляхом виявлення багатьох різних рівнів і спроб внести синхронізовані зміни на всіх рівнях, щоб створити нове цілісне майбутнє. Оригінальна стаття Інаятулли, а також його виступ на TEDx визначають чотири рівні:
1. Літанія : Сюди входять кількісні тенденції, часто перебільшені та використовувані в політичних цілях. Результатом може бути відчуття апатії, безпорадності або спланованих дій. Інаятулла називає це «звичайним рівнем дослідження майбутнього, який може легко створити політику страху».[3]
2. Соціальні причини, включаючи економічні, культурні, політичні та історичні фактори.
3. Структура та дискурс, який легітимізує та підтримує структуру.
4. Метафора і міф

## Історія досліджень
Багатошаровий причинний аналіз був уперше відкрито представлений як метод дослідження майбутнього Сохаїлом Інаятуллою у статті 1998 року для Futures, яка стала широко цитуватися. Пізніше Інаятулла редагуватиме CLA Reader, в якому були представлені розділи від ряду футуристів і практиків, які описують свій досвід роботи з багатошаровим причинним аналізом.
Робота Інаятулли щодо багатошарового причинного аналізу була розглянута в книзі Хосе В. Рамоса у 2003 році
У статті Кріса Ріді 2008 року розглядалися схожості, відмінності та можливі комбінації багатошарового причинного аналізу та інтегральної теорії Кена Вілбера.
У статті 2010 року Гарі П. Гемпсона детальніше досліджувався зв'язок між інтегральним майбутнім і багатошаровим причинним аналізом, а також розглядалася критика багатошарового причинного аналізу Річардом Слотером.
Сохаїл Інаятулла та Івана Мілоєвич опублікували оновлення у 2015 році З різними авторами вони досліджують такі теми, як:
- Світова фінансова криза
- Майбутнє тероризму
- Глобальне управління
- Старіння та зміна робочої сили
- Освітнє та університетське майбутнє
- Зміна клімату
- Майбутнє води в мусульманському світі
- Альтернативне майбутнє Китаю
- Аграрна політика в Австралії
- Новий національний наратив у Сінгапурі